# Amici e nemici
Amici e nemici (Escape to Athena) è un film del 1979 diretto da George P. Cosmatos.

## Trama
Seconda Guerra mondiale, in un'isola greca occupata dalle truppe tedesche. Nel campo di prigionia dei soldati alleati, i prigionieri vengono impegnati in ricerche di reperti archeologici destinati alla Germania, ma che il direttore del campo, il maggiore Otto Hecht, sottrae e rivende al mercato nero.
I prigionieri finiscono con l'allearsi con i partigiani greci per liberarsi e mettere fuori uso una base segreta per il lancio di missili installata in un monastero.